# Flora y Jardín Botánico de Colonia
El Flora y Jardín Botánico de Colonia en alemán : Flora und Botanischer Garten Köln es un jardín público formal con un jardín botánico adyacente que tienen entre ambos unas 11.5 hectáreas de extensión. 
Están administrados por la municipalidad de Colonia, Alemania.

## Localización
Se encuentra adyacente al zoológico de la ciudad.
Flora und Botanischer Garten Köln Amsterdamer Straße 34, Köln-Colonia, Nordrhein-Westfalen-Renania del Norte-Westfalia, Deutschland-Alemania.
Planos y vistas satelitales.50°57′40″N 6°58′15″E / 50.96111, 6.97083
Se encuentra abierto a diario siendo la entrada gratuita.

## Historia

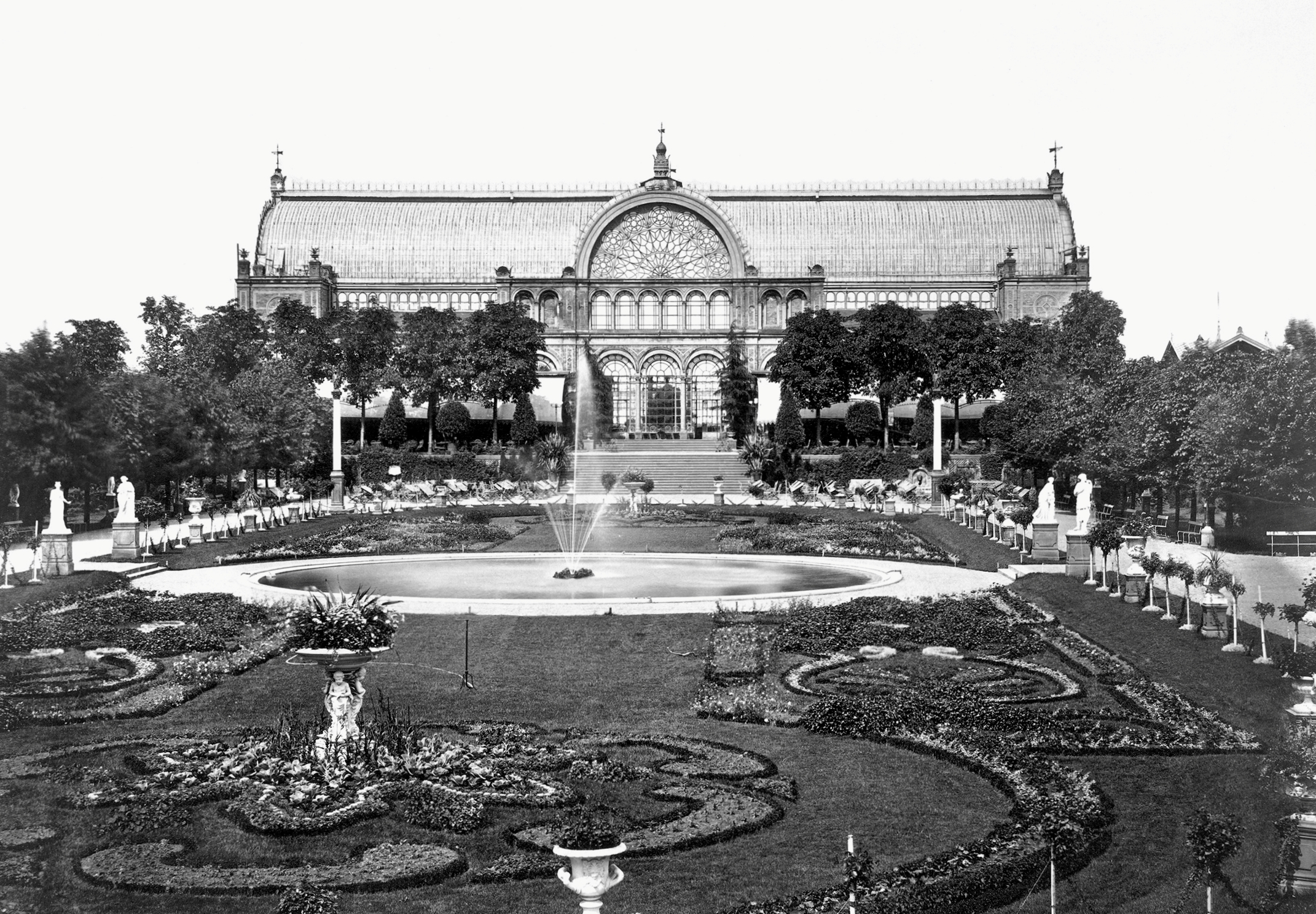
Flora y Jardín Botánico en 1880

El jardín tiene de fecha de inicio en 1863, año en el que organizaron una compañía comunitaria de ámbito privado para crear el parque de la flora con una extensión de 5.5 hectáreas, como reemplazo para el jardín botánico más antiguo que se ubicaba cerca de la catedral de Colonia, que en 1857 fue destruido para la construcción de la estación principal del tren. Este nuevo parque fue diseñado por Peter Joseph Lenné en 1864 en un estilo alemán mixto, incorporando elementos del Barroco francés, renacimiento italiano, y jardín inglés de paisaje. En su centro se encuentra la estructura de cristal del palacio (orangerie) con estructura de hierro fundido y vidrio, diseñado tomando como modelos al Palacio de cristal (Londres) y el Jardin d' hiver (París), que sirvieron como lugares de exposiciones a finales del siglo XIX, incluyendo exposiciones hortícolas en 1875 y 1888, y una exposición industrial en 1889. En 1906, fue agregado el "Frauen-Rosenhof", un jardín en estilo art nouveau.
Entre 1912 y 1914, como sufrió problemas financieros, el jardín fue adquirido por la ciudad, que en 1914 construyó un jardín botánico adyacente (4.5 hectáreas). Estos dos jardines fueron unidos en 1920, con los nuevos invernaderos y casas de exposiciones para las plantas exóticas y tropicales agregadas en los años 50.
El parque de la flora fue restaurado en 1987, y contiene hoy un jardín italiano del renacimiento con carpes pérgolas, cascada, y (aún sin ser restaurado) el templo de la flora, rodeado por los jardines en estilo inglés del paisaje, así como unos jardines de brezos, helechos, de las fragancias, del Mediterráneo, y charca. También contiene un número de árboles notables, alguna datan dedes el establecimiento del jardín, más de 60 especímenes tienen la consideración de monumentos naturales.

## Colecciones

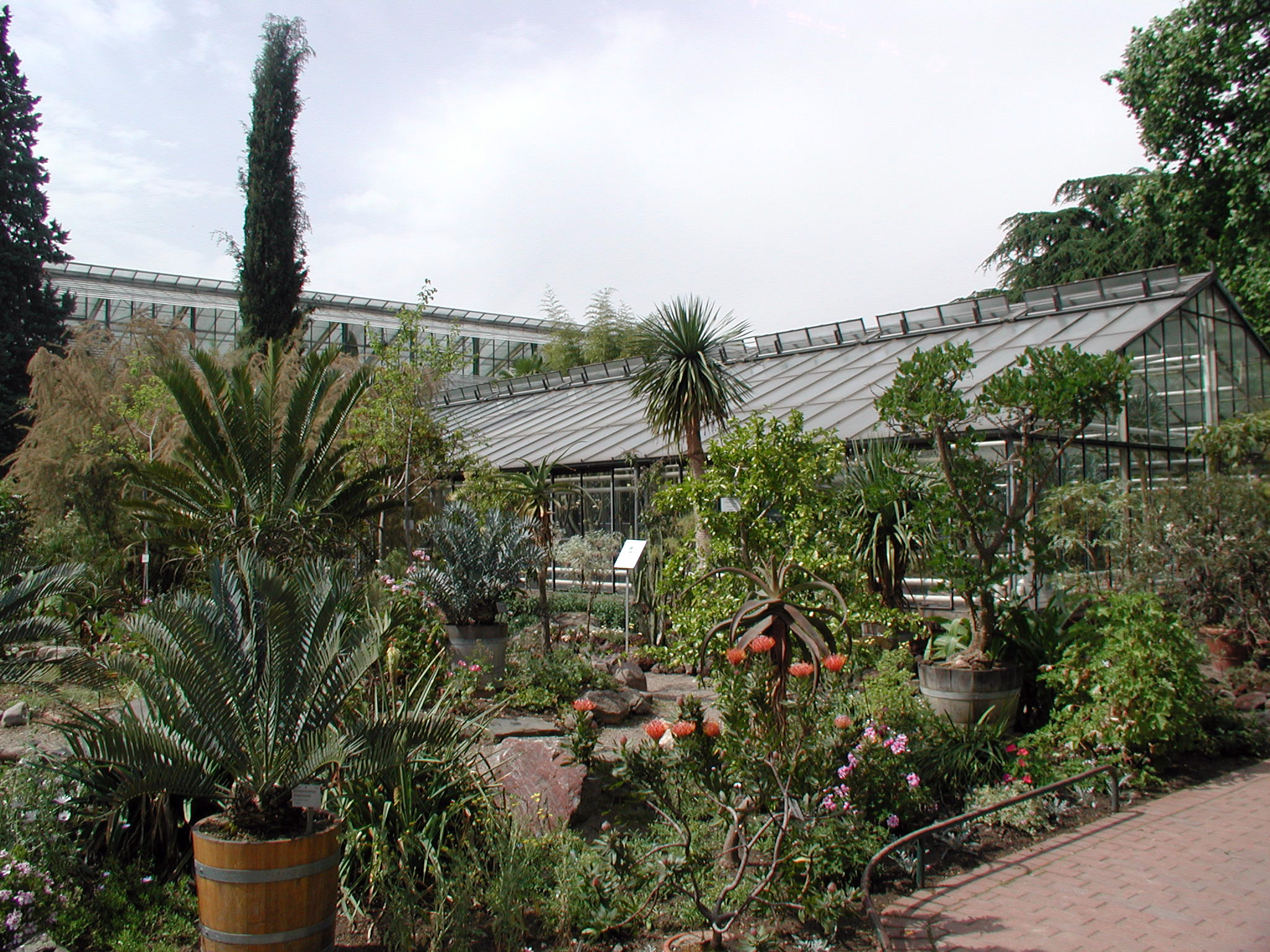
Casa de los Cactus.

El jardín botánico cultiva casi 10 000 tipos de plantas, incluyendo aproximadamente 2000 especies en su alpinum. También contiene buenas colecciones de magnolias, rhododendron, coníferas, arces, y Hamamelidaceae, así como un jardín de plantas medicinales y un huerto con las plantas de cosecha locales. 
Cerca de 5.000 especies se presentan en cuatro invernaderos de la exposición:
- Invernadero principal - plantas de la selva tropical.
- Pequeña casa tropical - con plantas de cosechas tropicales incluyendo además bambú, cinamomo, cacao, palma de coco, café, piña, caña de azúcar, y vainilla, con láminas de agua y plantas de humedales incluyendo arroz, taro, loto, y lirios de agua.
- Casa subtropical (abierta en 1964) - con plantas subtropicales procedentes de las Américas, África, Asia, y Australia, incluyendo camelias, proteas, y helechos arborescentes.
- Casa de los Cactus - con cactus y suculentas procedentes de los desiertos y semi-desiertos del mundo.

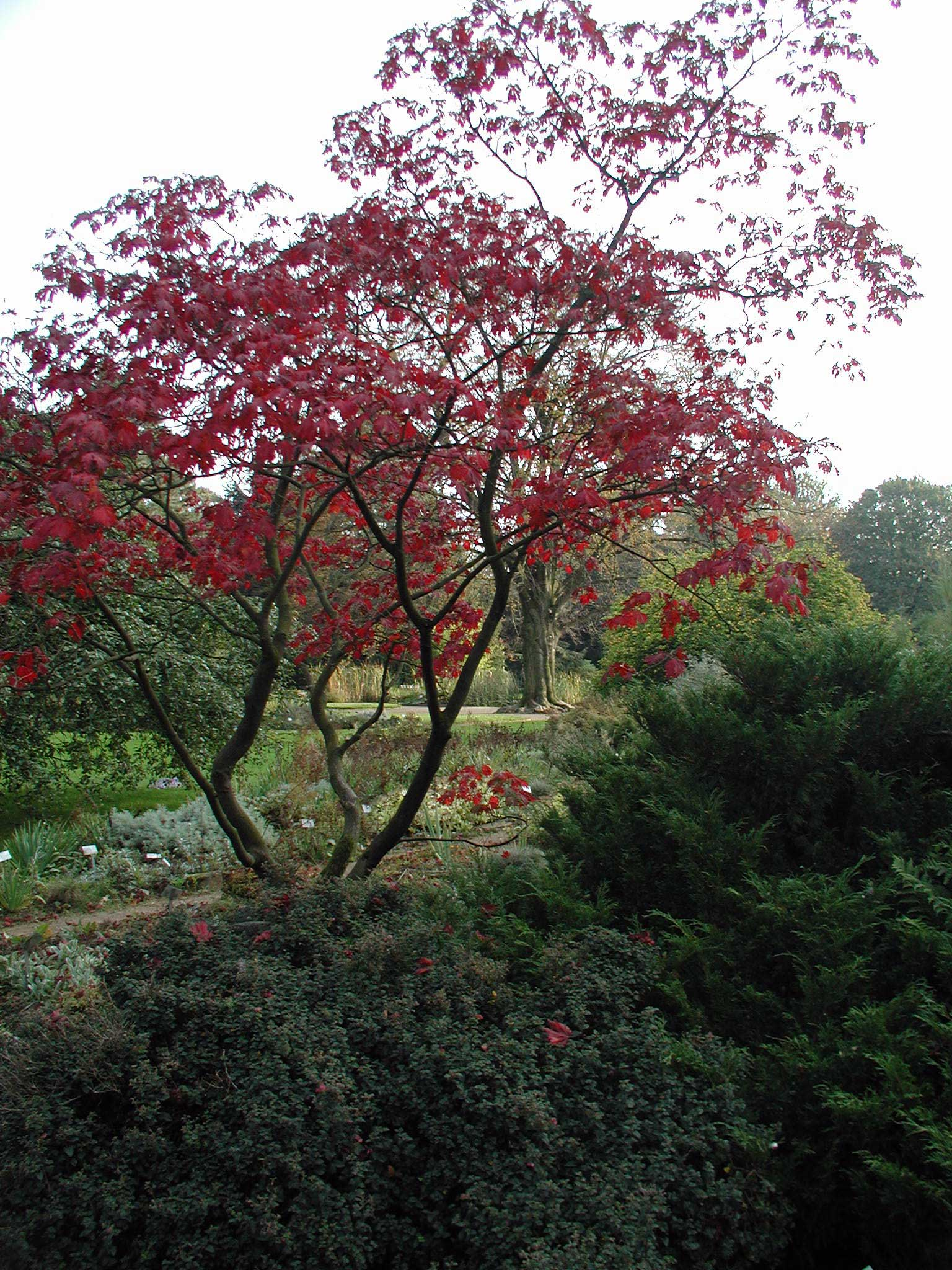
Imagen en Octubre
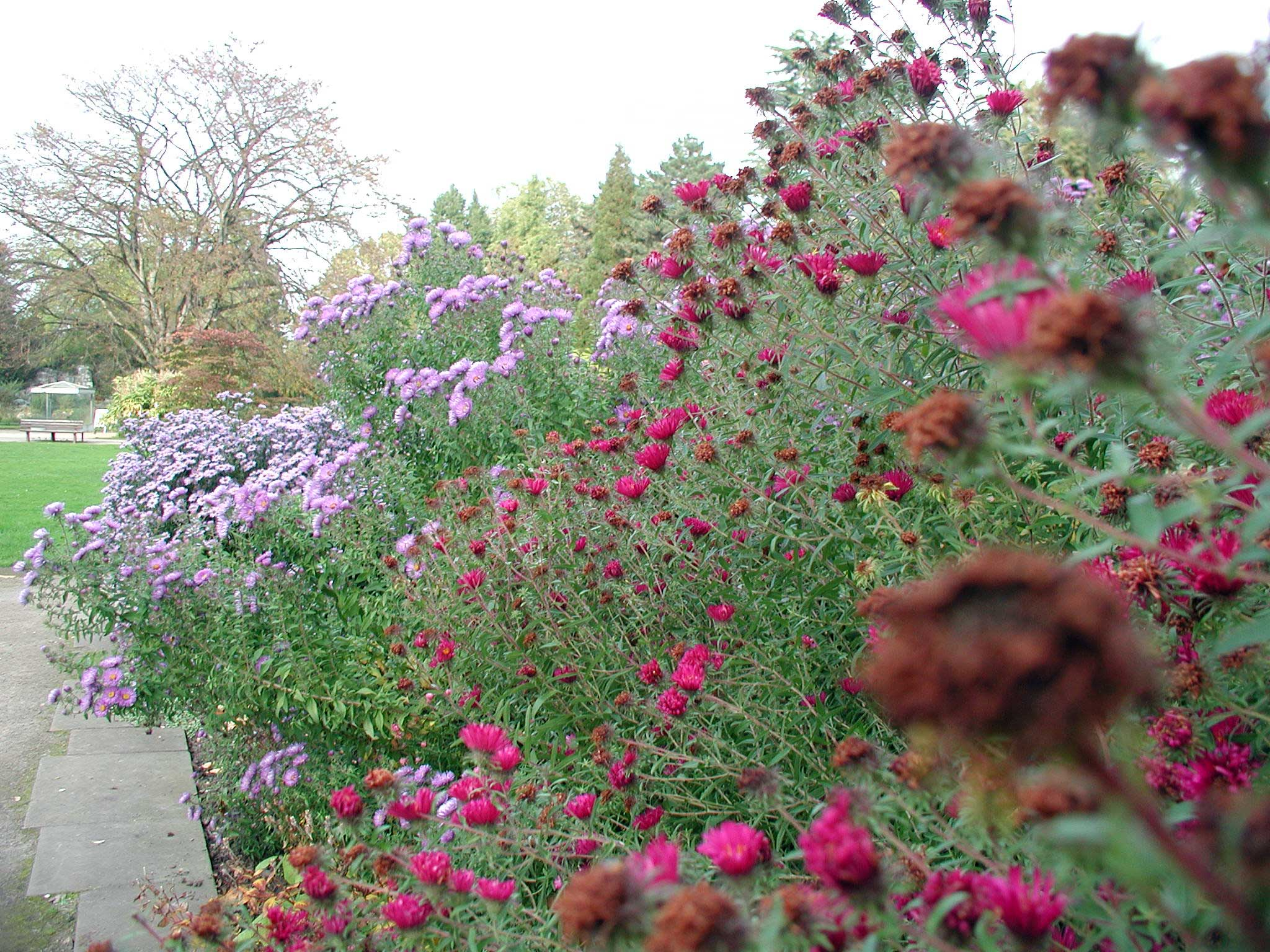
En Octubre
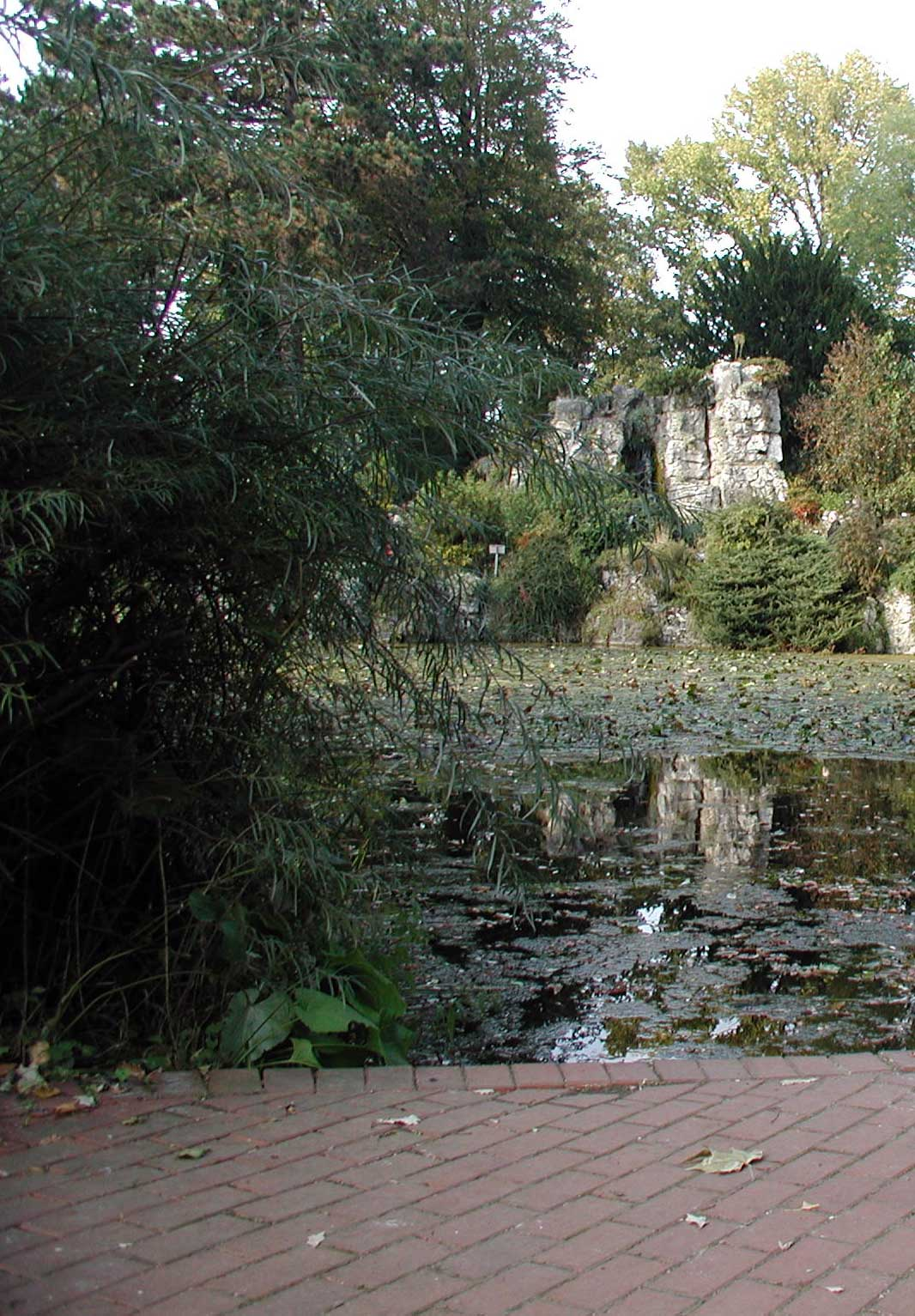
Charca con plantas acuáticas
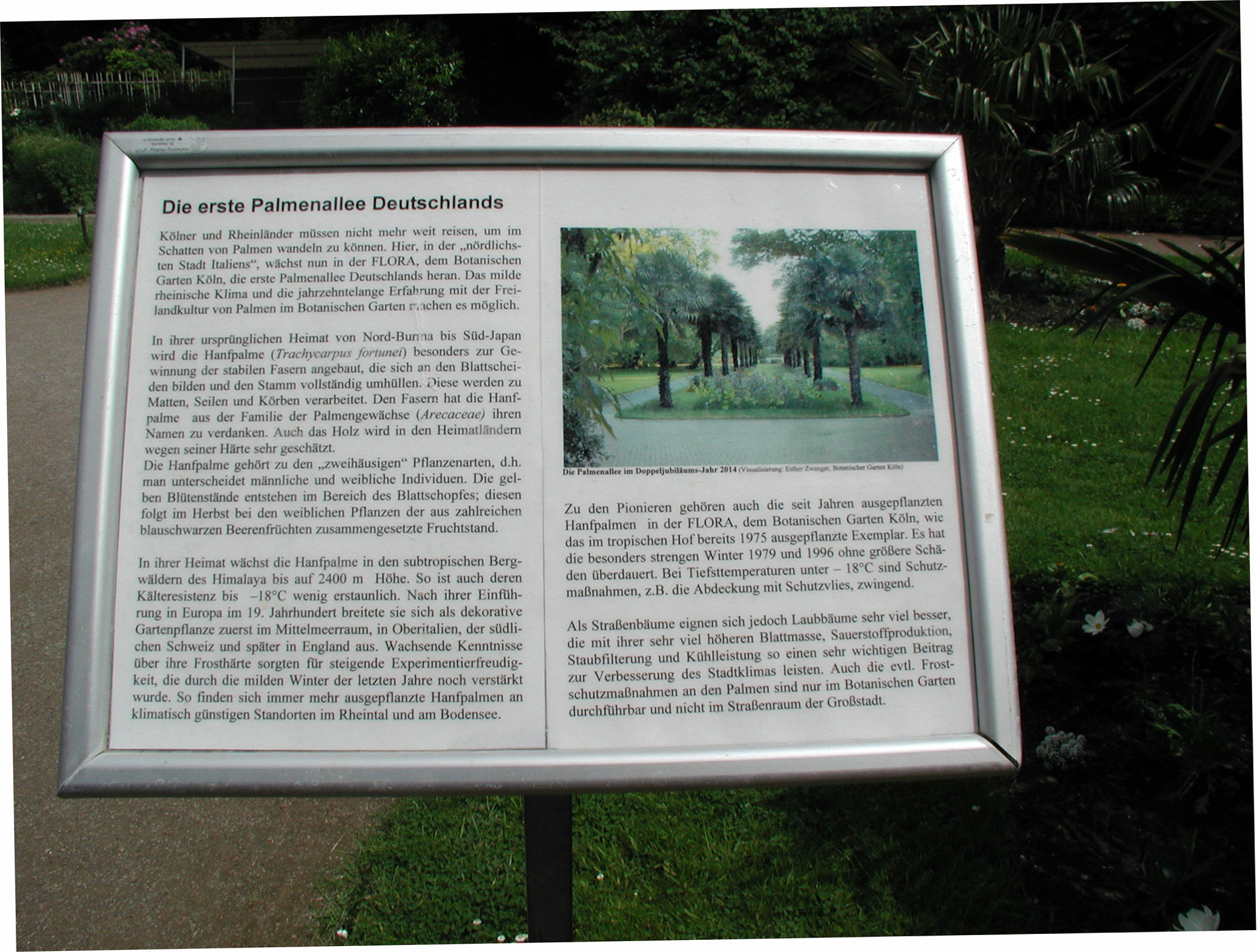
Panel informativo sobre la primera avenida de palmeras de Alemania
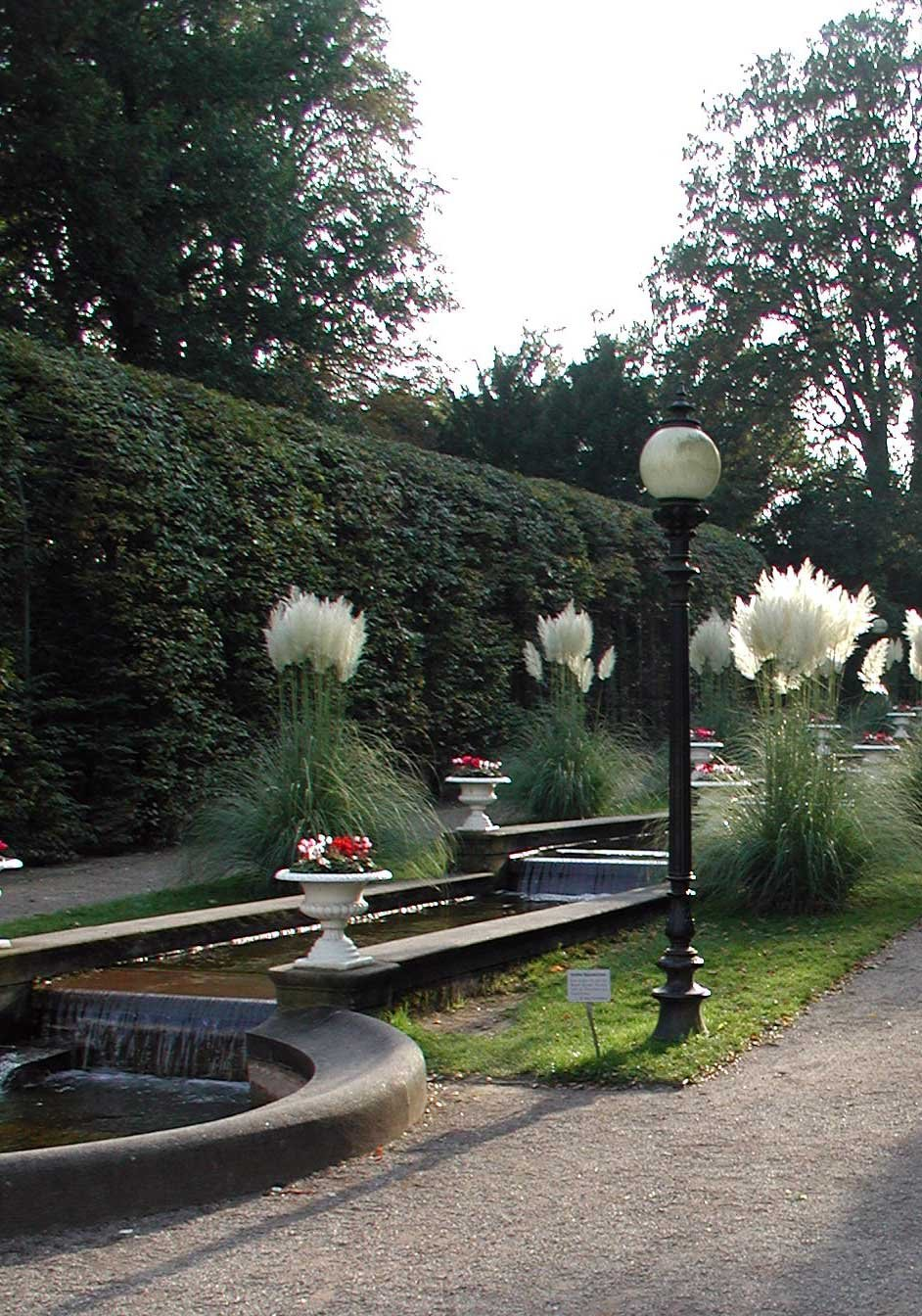
Terraza de agua "Wasserterrasse"
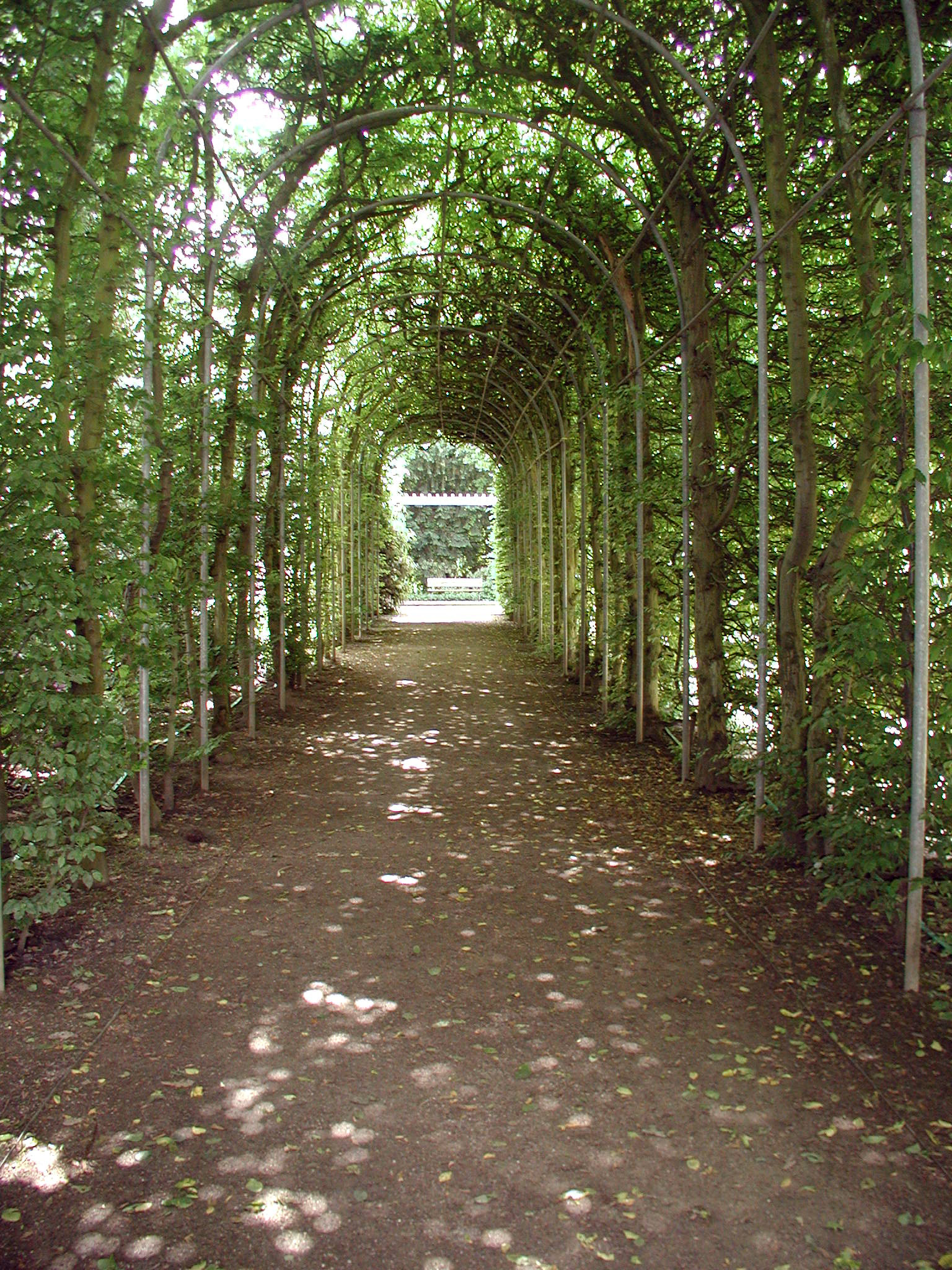
Pérgola paralela a la "Wasserterrasse"
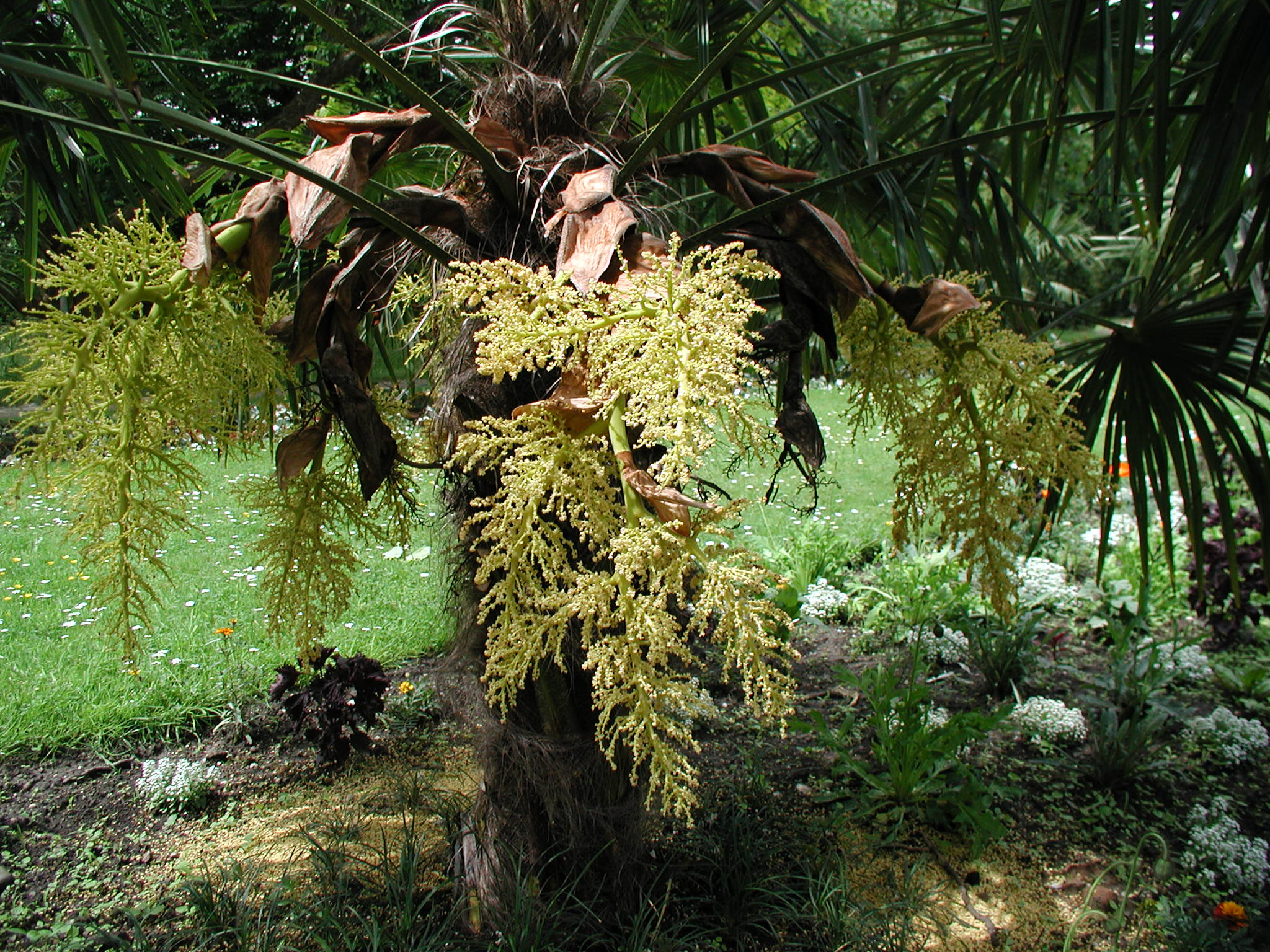
Floración de una palmera enana
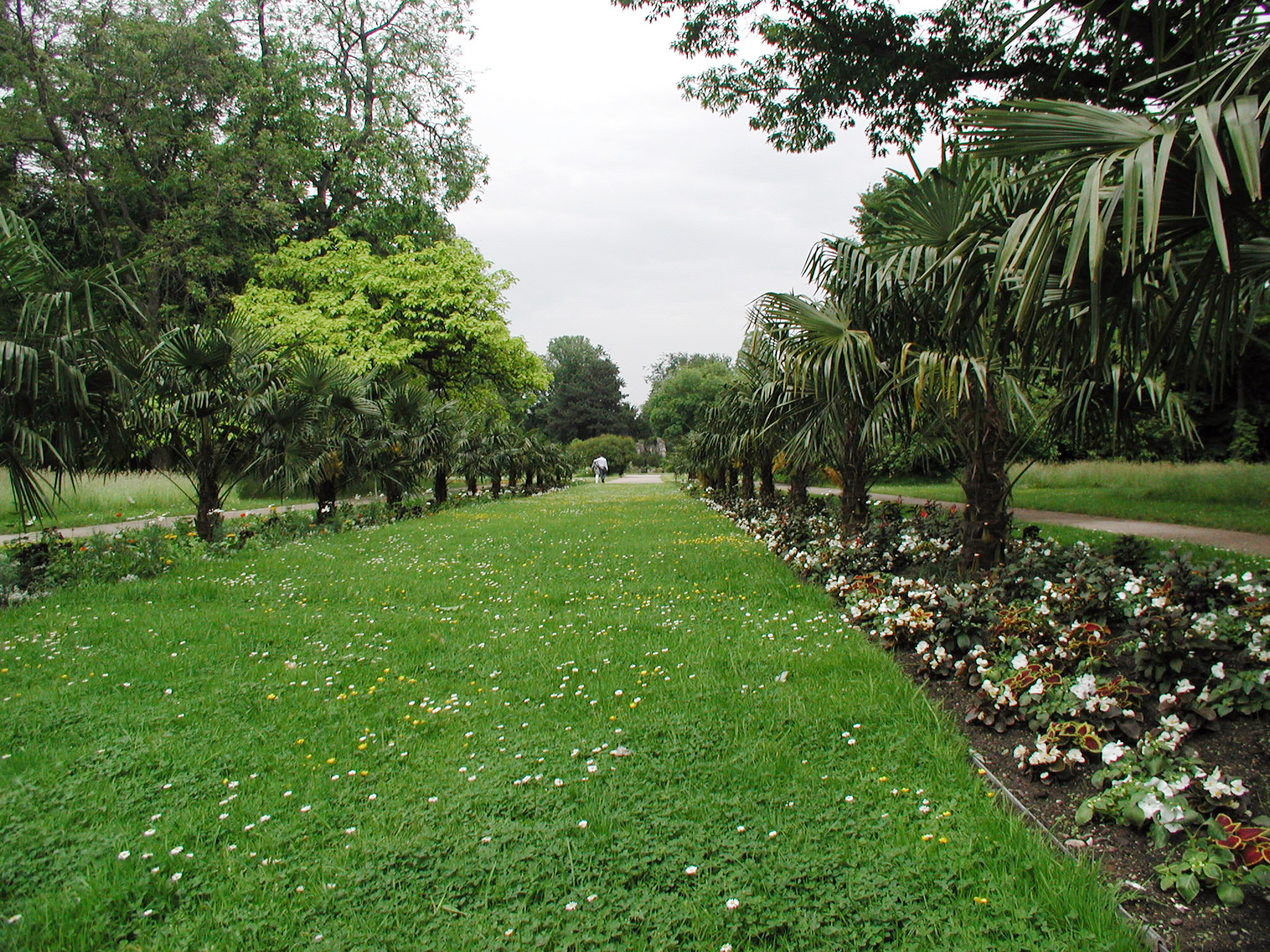
Palmas enanas al aire libre